# パンツェッタ貴久子
パンツェッタ 貴久子（パンツェッタ・キクコ、旧姓谷澤、1960年7月24日 - ）は、日本の料理研究家。

## 来歴
東京生まれ。多摩美術大学日本画科卒業後、イタリア・ナポリに渡り、国立カポディモンテ磁器学校に留学。1988年、来日中だったイタリア人のパンツェッタ・ジローラモと結婚。
イタリア料理教室「ラ・ターヴォラ・ディ・タータ」主宰兼イタリア料理店「コチネッラ（coccineLLA・てんとう虫のイタリア語訳）」（東京・中目黒）のオーナー。著書に『ジローラモさんちの嫁入りレシピ』等がある。他にもジローラモとの共著や著書を翻訳したりしている。

## 訳書
- 「極楽イタリア人になる方法」（KKベストセラーズ）
- 「パスタとワインと豚のしっぽ」（KKベストセラーズ）
- 「ジローラモ印のイタリア料理」全7冊シリーズ（KKベストセラーズ）

## テレビ出演
- 踊る!さんま御殿!!（2011年2月1日、日本テレビ）